# Club Baloncesto Ciudad de Algeciras
El Club Baloncesto Ciudad de Algeciras es un club de baloncesto de la ciudad de Algeciras (Cádiz) España. En el club han jugado jugadores de la talla de Steve Turner, David García Ramínez, Anthony Stacey, Javi Chica, Jeff Chambers, David Scott, Álex Escudero, Nacho Romero, Aaron Swinson  o entrenadores como Porfirio Fisac,  Manolo Hussein.

## Historia
El club tuvo unos inicios modestos jugando en categoría provincial. En 1998 consiguió subir a la Liga EBA. Tras dos años en la categoría consiguió ascender a la división de bronce del baloncesto español: Liga LEB 2, actualmente Segunda FEB. En su primera campaña en la categoría tuvo un papel notable quedando 5.º. En la temporada 2001/02 fue 14.º y en la siguiente temporada ascendió a la Liga LEB, actualmente Primera FEB, tras quedar 2.º en la competición. En la categoría de plata del baloncesto español estuvo dos temporadas, en las que fue 15.º y 14.º respectivamente, pero en 2005, problemas económicos hicieron obligar al club a vender su plaza en LEB al Bruesa GBC.
Actualmente, el club solo se dedica a las categorías inferiores.